# 三菱・4G5系エンジン
三菱・4G5系エンジンは、三菱自動車工業（以下三菱自工）がかつて製造していた直列4気筒・4ストロークのガソリンエンジン。なお、本項では便宜上、4G5系のディーゼルエンジン仕様にあたる4D5系エンジンについても記述する。

## 概要
2023年現在の時点において製造している日本メーカー製の自動車用エンジンの系譜（系列）の中で最も長い歴史を持ち、1972年の登場以来、半世紀（50年）以上に渡って製造されたエンジンの系譜の一つであり、1.8-2.6 Lに及ぶ排気量を持つ世界有数の大排気量直列4気筒エンジンでもある。古ギリシア語で「星」を意味するアストロンという愛称が与えられており、生産時期や販売国によって4G54という表記とG54Bという二種類の型式番号が与えられている。なお、2023年4月現在の時点において欧州・東南アジア市場向けディーゼルエンジンの4D56のDOHC16バルブ・DI-D仕様のみが製造されていたが、同年7月にトライトンがフルモデルチェンジし、同車に搭載された新開発の2.4 L DOHC16バルブ・DI-Dを採用した4N16型ディーゼルエンジンに取って代わられたのに伴いそのまま製造終了。名実共に4G5系エンジンの系譜は51年の歴史に幕を下ろした形となった。
4G5系エンジンは鋳鉄製シリンダーブロックにタイミングチェーン駆動によるSOHCレイアウトを採用し、燃焼室は半球型を採用していた。

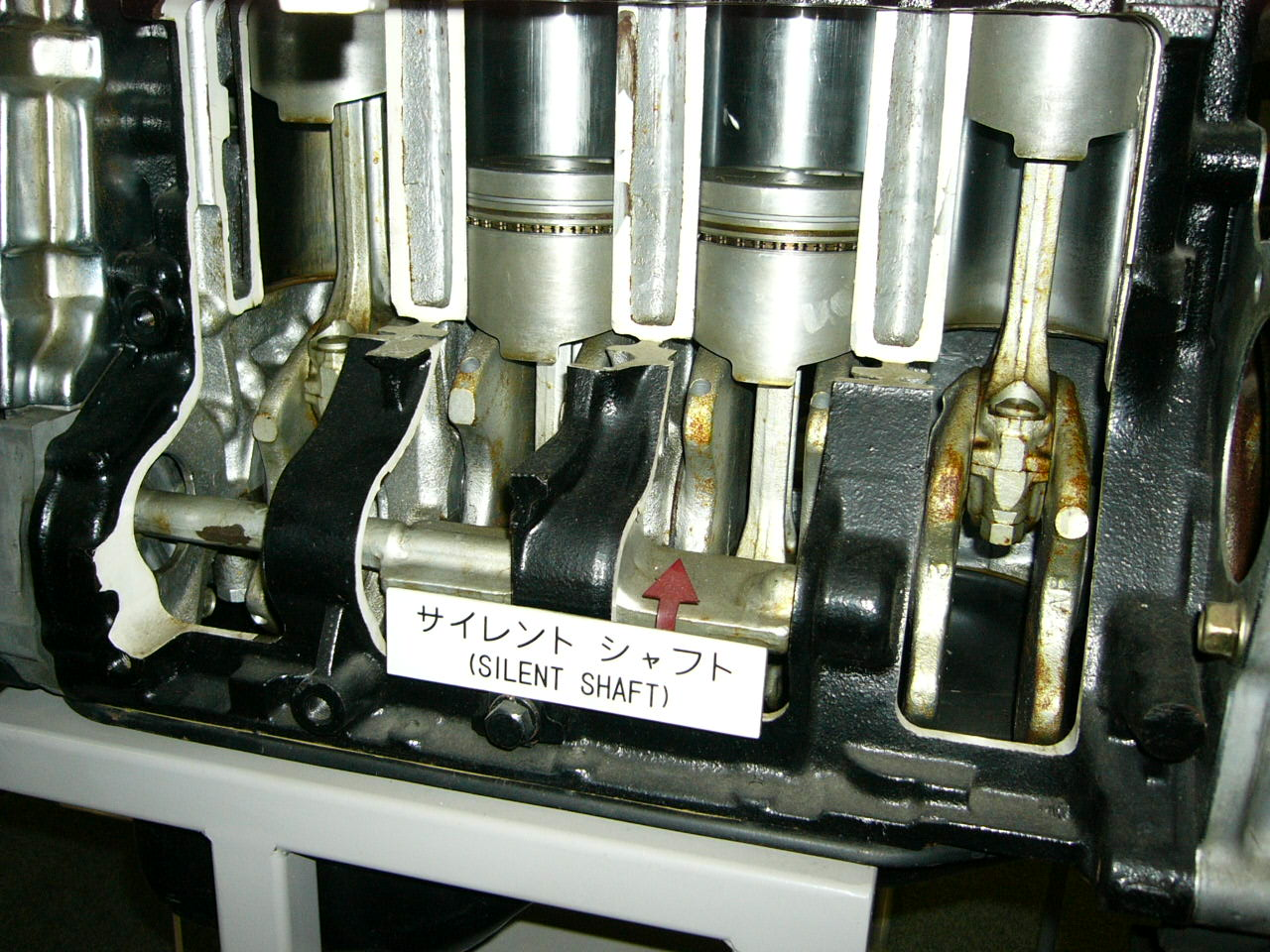
当時の三菱エンジンの多くに採用されたサイレントシャフト

1975年には、4G5系エンジンはサイレントシャフトと呼ばれる2次バランサーを搭載する。サイレントシャフトは近代エンジンにおけるバランスシャフトの最初の使用例の一つであり、フレデリック・ランチェスターのデザインでは、2本のバランスシャフトがクランクシャフトの2倍の回転数で、各々逆方向に回転することによって、エンジンの上下方向の2次振動をキャンセルするものであったところ、三菱のデザインでは2本のバランスシャフトの位置を上下にずらせたことで、エンジンのクランクシャフト周りの回転（揺動）もキャンセルできるものであったことから、直列4気筒エンジン特有の2次振動を大きく低減させることに成功した。後にランチア、サーブ、ポルシェは三菱の許諾を得てこの技術を自社エンジンに採用している。

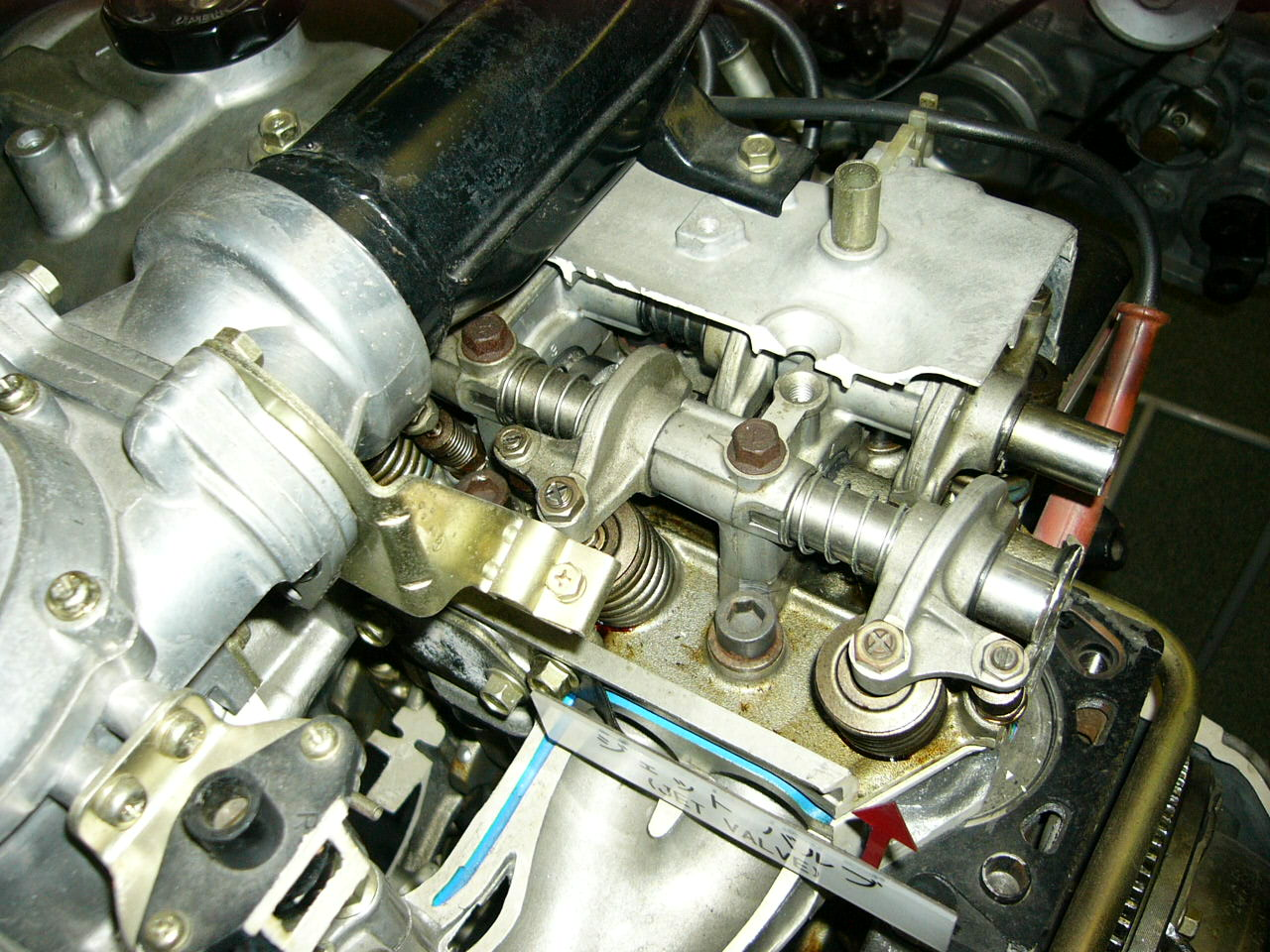
サイレントシャフトと同じく当時の三菱エンジンの多くに採用されたMCA-ジェットバルブ

基本的には吸気バルブ1、排気バルブ1の8バルブヘッドであり、1976年以降より当時の自動車排出ガス規制に対応するため、これまでの「MCA」に代わり、「MCA-JET」（MCAはMitsubishi Clean Airの略）と呼ばれる一連の排ガス対策システムを導入していた。最も特徴的な機構は、「ジェットバルブ」と呼ばれるごく小さな二次吸気バルブであり、吸気バルブと共にロッカーアームで駆動され、シリンダー内に強力なスワール流を発生させ燃焼効率を高めていた。ジェットバルブは輸出先国の燃料事情によりオクタン価の低いガソリンや、空燃比の低いキャブレターセッティングを可能にする意味でも用いられ、G32B型、4G63型を始めとする当時の三菱製エンジンの多くで採用されていた。
バルブを駆動するロッカーアームは当初は調整ボルトでタペット隙間が調整可能なメカニカルタペットが用いられていたが、83年頃から油圧式ラッシュアジャスターに変更された。
燃料装置は70年代後半までキャブレターが中心であったが、昭和53年排出ガス規制に合わせて電子制御式燃料噴射装置のECIシステムを採用。以後ターボチャージャー導入などの改良はあったものの、長い期間このSPI方式のECIシステムが使用されていた。90年代に入るとMPIを採用する車種（マグナ）も現れ、その後も海外専売車種を中心に幅広く搭載され続けていた。

## 採用車種
4G5系エンジンは後発の4G6系エンジンほどではないが、スポーティカーからクロカン四駆、SUVからラグジュアリーカーに至るまで非常に幅広い車種に搭載されたエンジンである。日本市場においては、1973年にギャランに1,850 ccのG51Bエンジンと2,000 ccのG52Bエンジン、ギャランGTOに2,000 ccのG52Bエンジンが搭載されたのを皮切りに、79年にECI仕様のギャランΛ、82年（日本市場投入は88年から）にはシリーズ唯一のECIインタークーラーターボを搭載したスタリオンも登場した。スタリオンのターボエンジンには従来のアストロンではなくサイクロンの愛称が新たに与えられた。
4G5系エンジンはECIとMCI-JETの採用で排ガス規制にもいち早く対応した為、旧式エンジンを搭載した既存車両の排ガス対策改修にも用いられた。
76年からはそれまでKE64/6G34型直列6気筒エンジンを搭載していたデボネアに2,600 ccのG54Bエンジンが搭載された。また、三菱・ジープ J58にもそれまでのゴーデビル/ハリケーンエンジン等のSVエンジンやKE47型OHVエンジンに代わり、4G52、4G53（2,400 cc）、G54Bが搭載されている。
85年にはECI-Multi化されたアストロンII 4G54を搭載したマグナがオーストラリアで販売され、一部は日本にも輸入されていた。91年以降のマグナ用の4G54はECI-Multiと共にローラーロッカーアームが採用されてカムトレーンの大幅なフリクション低減が成されており、以後4D5系ディーゼルエンジンにもローラーロッカーアームが搭載されるようになった。

### オーストラリア三菱での改良
4G5系エンジンはオーストラリア三菱 (Mitsubishi Motors Australia/MMAL) にて、日本とは異なる幾つかの独自の進化を遂げている。
1981年9月、当時のクライスラー・オーストラリア (Chrysler Australia) の販売網で販売されていた、ギャランΛベースのクライスラー・シグマ (Chrysler Sigma) に500台限定で2.0 Lのターボチャージャー搭載モデルが設定された。このモデルでは当時、日本を初めとする国々で販売されていたECI仕様のG63Bではなく、既存モデルにもキャブレターエンジンの設定が存在した4G52にターボチャージャーをそのまま搭載する、所謂キャブターボの手法を用いたエンジンが導入され、当時のオーストラリア国内では最も廉価に購入出来るターボ車であるとされた。当時豪州内でも販売されていたロータス・エスプリターボ等と同じく、ターボチャージャーの吸入口前にキャブレターを配置するレイアウトで、インタークーラーは搭載されないながらも同車種の2.0NA車（64.4 kW）と比較して80%近い高出力（116.0 kW）を発揮した。この仕様はECIターボのスタリオン用G54BTよりも早期に登場した点が4G5系エンジン史上特筆される点である。
1985年に発売されたマグナ（TE型）ではMPIのECI-MULTIを採用したのを契機に愛称もアストロンIIに改められる。この時採用された燃焼室は圧縮比7.0のターボエンジンと同じ容積の半球型であったが、平坦なピストンヘッドを持つ高圧縮ピストンによって圧縮比が8.8まで高められ、同時に長年採用されていたMCIジェットバルブが廃止された。91年の2代目マグナ（TR型）ではMPIとキャブレター仕様が併存しており、キャブレター仕様には従来のアストロンIIが引き続き搭載されたが、MPI仕様には多球型燃焼室とディッシュエリアが設けられたピストンで圧縮比が9.2まで高められた改良型アストロンIIが新たに登場。ローラー式ロッカーアーム（タペットはラッシュアジャスター）が採用され、これが三菱における4G5系エンジンの最後の改良モデルとなった。

### マツダへの供給
4G5系エンジンは北米市場においてマツダのピックアップトラック向けにOEM供給が行われた。搭載車両は3代目マツダ・プロシードの輸出仕様であるMazda B2600である。1985年から1988年末まで、102馬力のキャブレター仕様自然吸気G54Bエンジンが搭載された。
マツダは1989年からはG54Bを元に吸気2・排気1の3バルブシリンダーヘッドとしたマツダ・G型エンジンを開発、B2600の他、初代マツダ・MPVの北米モデルや日本国内向けのプロシード/プロシードマービーにも搭載され、最終的に初代マツダ・BT-50の南米仕様などに2011年頃まで引き続き採用された。

### HKS・134E
1984年、HKS関西はラリーやドラッグレース、ダートトライアルへ参戦するプライベーターに供給する目的で、G54Bをベースに2.3 LDOHC16バルブとしたHKS・134Eを開発した。HKS・134Eはボアストロークは91.5 mm×88 mmに短縮、圧縮比は12:1、潤滑はドライサンプに変更され、ソレックス2連キャブレターを装備して最高出力は276馬力/7,000 rpm、最大トルク27 kg-m/5,500 rpm（195 ft/lbs）を発揮した。

## 4D5系ディーゼルエンジン
4D5系エンジンはアストロンエンジンシリーズの一部であり、1980年（昭和55年）に当時の4代目ギャランが導入したディーゼルエンジン仕様に初めて搭載された。その後、2.3 Lから2.5 L（サイクロンエンジン）へと排気量が拡大される中、パジェロやデリカスターワゴンなどでは販売のメインとなった。最終的にはインタークーラー付きもラインナップされ、1993年（平成5年）に4M4系エンジンに代わられるまで三菱の代表的なターボディーゼルエンジンとして海外で販売されるSUVやミニバンに幅広く採用され続けた。
機構上4G5系エンジンと異なる点は、4G5系がクロスフローレイアウトとタイミングチェーン駆動を採用しているのに対し、4D5系はターンフローレイアウトとタイミングベルト駆動を採用している点にある。サイレントシャフトもタイミングベルトにより駆動されている。
1990年代の半ばより現在に至るまで、4D56が海外の4M4系エンジン搭載車の廉価グレードに採用されている。 このエンジンは原設計こそ古いものの、コモンレール式直噴システム（CRDi）を採り入れるDI-D仕様とすることによって近年の排出ガス規制に対応し、可変ノズルターボも採用されている。ロッカーアームは2代目マグナの4G54で採用されたローラー式ロッカーアームが引き続き使用されているが、4D55/56のロッカーアームはラッシュアジャスターの無いメカニカルタペットの為、定期的なクリアランス調整は依然必要な仕様となっている。

## 主なエンジンと採用車種

### 4G51（G51B）
- SOHC 8バルブ
- 排気量：1,855 cc
- 圧縮比：8.5（シングルキャブレター）/9.5（ツインキャブレター）
- 参考スペック
  - 105 PS/6,000 rpm・15.5 kg⋅m/4,000 rpm（三菱・ギャラン/シングルキャブレター）
  - 115 PS/6,200 rpm・15.5 kg⋅m/4,200 rpm（三菱・ギャラン/ツインキャブレター）

採用車種
- 1973-1977 三菱・ギャラン（ニューギャランA114）
- 1976-1977 三菱・ギャランΣ

### 4G52（G52B）
- SOHC 8バルブ
- 排気量：1,995 cc
- 内径×行程：84.0×90.0
- 圧縮比：8.5（シングルキャブレター）/9.5（ツインキャブレター）
- 参考スペック
  - 115 PS/6,000 rpm・17.0 kg⋅m/4,000 rpm（三菱・ギャランGTO/シングルキャブレター）
  - 125 PS/6,200 rpm・17.5 kg⋅m/4,200 rpm（三菱・ギャランGTO/ツインキャブレター）

採用車種
- 1972-1980 三菱・ギャラン（ニューギャランA115）
- 1972-1975 三菱・ギャランGTO
- 1975-1978 三菱・キャンター（3代目後期型）
- 1977-19?? 三菱フォークリフト FG20/23/25
- 1978-1980 三菱・キャンター（4代目前期型）
- 1980-1986 三菱・フォルテ L022G/L026G
- 1982-1986 三菱・ジープ J58/J59

#### 4G52ターボ（4G52T）
- 気化器：ゼニス・ストロンバーグ式
- 過給器：ギャレット（英語版）・T03
- 圧縮比：7.8
- 参考スペック
  - 116.4 kW（158.3 PS）/5,200 rpm・235.3 Nm（24.0 kg⋅m）/3,200 rpm（三菱・シグマ 2.0ターボ）[6]

採用車種
- 1981 三菱/クライスラー・シグマ（GH型）

### 4G53（G53B）
- SOHC 8バルブ
- 排気量：2,346 cc
- 圧縮比：8.0
- 参考スペック：110 PS/5,000 rpm・20.0 kg⋅m/3,000 rpm（三菱・ジープ/キャブレター）

採用車種
- 三菱・ジープ J56/J26/J26H/J46/J38
- 1977-19?? 三菱フォークリフト FG28/30

### 4G54（G54B）
- SOHC 8バルブ
- 排気量：2,555 cc
- 内径×行程：91.1 mm x 98.0 mm
- 圧縮比：8.2（NA）/8.8[7][出典無効]/9.2[8][出典無効]
- 参考スペック
  - 120 PS/5,000 rpm・21.3 kg⋅m/3,000 rpm（三菱・ジープ/キャブレター）
  - 83 kW（116 PS）/5,200 rpm・200 N⋅m（142 lb-ft）/2,400 rpm（初代・2代目三菱・マグナ/キャブレター）
  - 93 kW（126 PS）/4,750 rpm・205 N⋅m（147 lb-ft）/2,400 rpm（初代三菱・マグナ/ECI-Multi）
  - 98 kW（131 PS）/4,750 rpm・220 N⋅m（162 lb-ft）/3,750 rpm（2代目三菱・マグナ/ECI-Multi）

採用車種
- 1978-1983 三菱・ギャランΣ/三菱・ギャランΛ
- 1976-1986 三菱・デボネア
- 1985-1996 三菱・マグナ（1985-90年の初代はキャブレターとECI、1991-96年の2代目はキャブレターとECI-Multiを採用）
- 19??-1986 三菱・ジープ J57/J27/J27H/J47/J37
- 1985-1988 Mazda B2600（マツダ・プロシードの北米仕様）
- 1978-1983 ダッジ・チャレンジャー

#### G54Bターボ（G54BT）
- 過給器：三菱TC05-12A（主に日本・北米仕様）、三菱TC06-11A（主に豪州・欧州仕様）[9]
- 圧縮比：7.0
- 備考：北米仕様にはインタークーラーが無いモデルも存在。
- 参考スペック
  - 175 PS/5,000 rpm・32.0 kg⋅m/3,000 rpm（三菱・スタリオン GSR-VR/ECIインタークーラーターボ）

採用車種
- 1988-1990 三菱・スタリオン（SPI、インタークーラーターボ）

### 4D55
- SOHC 8バルブ ディーゼル
- 排気量：2,346 cc
- 内径×行程：91.1 mm x 90.0 mm
- 圧縮比：21.0（ターボ）
- 参考スペック：62 kW（84 PS）/4,000 rpm・175  N⋅m（129 ft⋅lbf）/2,000 rpm（ターボエンジン）

採用車種
- 1980-1983 三菱・ギャランΣ/三菱・ギャランΛ（ターボエンジンのMT車にはフルードカップリングが用いられ、シフトゲートにはパーキングポジションが追加された。）
- 1982-1986 三菱・パジェロ
- 1979-1986 三菱・デリカスターワゴン/三菱・デリカ

### 4D56
- SOHC 8バルブ/DOHC 16バルブ ディーゼル
- 排気量：2476 cc
- 内径×行程：91.1 mm x 95.0 mm
- 圧縮比：21.0（NA/ターボ/ICターボ）、17.0（CRDi ICターボ）、16.5（CRDi IC可変ノズルターボ）
- 参考スペック
  - 55 kW（73 PS）/4200 rpm・149 N⋅m（105 lb⋅ft）/2500 rpm（NAエンジン）
  - 62 kW（85 PS）/4200 rpm・200 N⋅m（148 lb⋅ft）/2000 rpm（ターボエンジン）
  - 69 kW（95 PS）/4200 rpm・230 N⋅m（166 lb⋅ft）/2000 rpm（インタークーラーターボ）
  - 78 kW（105 PS）/4200 rpm・250 N⋅m（177 lb⋅ft）/2000 rpm（インタークーラーターボ）
  - 85 kW（114 PS）/4000 rpm・247 N⋅m（182 lb⋅ft）/2000 rpm（インタークーラーターボ/第1世代CRDi）
  - 100 kW（134 PS）/4000 rpm・320 N⋅m（236 lb⋅ft）/2000 rpm（インタークーラーターボ/第2世代CRDi）
  - 131 kW（178 PS）/4000 rpm・400 N⋅m（295 lb⋅ft）/2000 rpm（インタークーラー可変ノズルターボ/第3世代CRDi）

採用車種
- 1986-2021 三菱・パジェロ/1991-2000? ヒュンダイ・ギャロッパー（ギャロッパーに関してはD4BHと呼称）
- 1986-2007 三菱・デリカスターワゴン/三菱・デリカスペースギア（2WD車）/三菱デリカ/デリカカーゴ
- 1991-1999 三菱・ストラーダ
- 1996-1997 三菱・チャレンジャー
- 2005-2023 三菱・トライトン
- 1997-2008 三菱・フリーカ
- 1998-2018 三菱・アドベンチャー